# НИИ «Полюс» имени М. Ф. Стельмаха
Научно-исследовательский институт «Полюс» им. М. Ф. Стельмаха — научно-исследовательский институт, специализирующийся на разработках в области квантовой электроники.
Научно-исследовательский институт «Полюс» им. М. Ф. Стельмаха расположен по адресу: Москва, ул. Введенского, д. 3, корпус 1.
Из-за вторжения России на Украину, институт находится под международными санкциями Евросоюза, США и ряда других стран.

## История
Научно-исследовательский институт «Полюс» создан в 1962 году по инициативе учёного, специалиста в области сверхвысокочастотной техники, Митрофана Фёдоровича Стельмаха. Имя ученого НИИ «Полюс» носит с 2001 года. Задачами института была разработка устройств квантовой электроники для военных целей, медицинского оборудования и др.
В 1970-х годах было создано объединения НПО «Полюс», в состав которого, кроме головного института НИИ «Полюс», вошли Ульяновский радиоламповый завод, Владыкинский механический завод, Богородицкий завод технохимических изделий, Озёрский механический завод. В НПО «Полюс» в те годы работало около 20 тыс. человек.
Вклад в разработки и производство наукоёмких изделий квантовой электроники внесли сотрудники института: Ю. Л. Бессонов, М. Г. Васильев, И. В. Воскобойникова, А. А. Бородкин, В. А. Горбылев, И. С. Голдобин, Ю. В. Курнявко, М. М. Назаренко, С. М. Сапожников, Н. В. Синицына, В. А. Шишкин, А. В. Лобинцов, А. И. Петров, В. Н. Пенкин, Е. И. Давыдова, Т. Н. Пушкина, А. А. Шелякин, Е. Г. Файнбойм, М. Б. Успенский, Е. А. Белановский, Н. А. Вагнер, Е. А. Андреева и др.
«НИИ „Полюс“ им. М. Ф. Стельмаха» входит в холдинг «Швабе» госкорпорации «Ростех» и является крупнейшим в России научно-производственным центром в области квантовой электроники, обладает многими уникальными базовыми технологиями:
- выращивание активных и нелинейных специальных кристаллов для лазеров;
- нанотехнологии по формированию многослойных структур соединений AIIIBV для полупроводниковых гетеролазеров и фотоприёмников;
- формирование многослойных диэлектрических покрытий.

В настоящее время в институте работают около 1200 сотрудников, из них 15 докторов наук, более 70 кандидатов наук, 20 аспирантов и соискателей. Работает аспирантура. Институты МФТИ и МИРЭА имеют в НИИ «Полюс» базовые кафедры. До середины 2000-х годов так же был базовой кафедрой для МИЭМ.

## Продукция
Институт разрабатывает и выпускает продукцию военного и гражданского назначения: твердотельные лазеры на активированных кристаллах, лазерные дальномеры, целеуказатели для высокоточного оружия, лазерные гироскопы на газовых лазерах самолётной навигационной системы, электрооптические и нелинейные кристаллы для производства лазеров, полупроводниковые структуры для лазеров и фотоприёмников, лазерные медицинские и технологические установки, лазерные измерители скорости и дальности ЛИСД-2, лазерные гироскопы, устройства видеофиксации движения автомобилей, анализаторы наркотических и взрывчатых веществ, имеющие чувствительность в 10−13 г/см3.
Изделия, в которые входят разработанная в институте квантовая электроника:
- системы высокоточного артиллерийского оружия с лазерным наведением
- целеуказатели-дальномеров (ЛЦД)
- бортовые космические рубидиевые и цезиевые стандарты частоты для системы ГЛОНАСС
- высокоточное оружие с управлением по лазерному лучу
- противотанковая система «Корнет»
- устройства для лечения онкологических заболеваний.

## Руководство
- Генеральный директор института — Кузнецов Евгений Викторович